# Девојачка група
Девојачка група (енгл. girl group) представља музичку групу са неколико женских певачица које генерално стварају хармонију. Термин „девојачка група” се такође користи у ужем смислу у Сједињеним Америчким Државама да би се означио талас америчких женских поп певачких група, од којих су многе под утицајем ду-вопа, а изникле су крајем 1950-их и почетком 1960-их између пада раног рокенрола и почетка британске инвазије.
Женски бендови, у којима чланице такође свирају и инструменте, обично се сматрају засебним феноменом. Ове групе се понекад зову „девојачки бендови” (енгл. girl bands) или „герл бендови” (као аналогија бој бендовима), мада се ова терминологија не прати универзално и ови бендови се такође зову девојачким групама. На пример, вокалне групе Шугабејбс и Герлс алауд дефинишу се као „девојачки бендови”; док се инструментална група Герлскул дефинише као „девојачка група”.

## Историјат
Са појавом музичке индустрије и радијског емитовања, настао је велик број девојачких група, а пример је група Ендруз систерс. Крајем 1950-их се јављају женских певачких група (са свим чланицама женског пола), а око 750 различитих девојачких група снима песме које долазе на америчке и британске музичке лествице од 1960. до 1966. Супримс је група која је сама имала 12 прворангираних синглова на листи  током високог таласа и кроз већину британске инвазије била је ривал Битлсима у популарности. Каснијих година, шаблон који су створиле девојачке групе пресликава се на формате засноване на диско музици, савременој ритам и блуз музици и кантри музици, али такође и поп музици. Глобализованија музичка индустрија доживела је изузетну популарност поп музике везане за денс и предвођене многим великим дискографским кућама. Ова појава, у којој су се истицале Сједињене Америчке Државе, Уједињено Краљевство, Јужна Кореја и Јапан, довела је до настанка веома познатих музичких група, са осам група које су дебитовале након што је 1990. продато више од 15 милиона физичких копија њихових албума. Такође, од краја 2000-их, Јужна Кореја је имала значајан утицај, са 8 од топ 10 девојачких група по дигиталној продаји на том музичком тржишту.
Историја девојачких група се почела писати 1920-их односно 1930-их година:
- 1923—1970: водвиљ и затворене хармоније (такође мјузик хол, свинг, џамп блуз, ритам и блуз, рокенрол, соул, госпел, традиционални поп)
- 1955—1970: златно доба девојачких група (девојачке групе Кордетс, Фонтејн систерс, Макгвајер систерс, Декастро систерс; Ленон систерс, Бони систерс, Тин квинс, Бобетс; Шантелс, Ширелс, Марвелетс, Марта и Ванделас, Велветс, Супримс; Кристалс, Блосомс, Ронетс; Кукис, Ексајтерс, Дикси капс, Шангри-Лас итд.)
- 1966—1989: промене у форматима и жанровима (уводи се диско, пауер поп, поп рок)
- 1990—данас: ера денс поп девојачких група (присутни поп, денс поп, тин поп, поп панк, савремени ритам и блуз, хип хоп, електро поп, кеј поп, џеј поп)
  - латиноамеричка сцена (1985. до данас)
  - амерички ритам и блуз и хип хоп (2000-е до данас)
  - друга британска инвазија (2000-е до данас)
  - појава азијских денс поп девојачких група (1990-е односно 2010-е до данас)

Типични инструменти осим вокала су електронски бек, семплер, секвенсер, електрична гитара, бас гитара, бубњеви, клавијатуре и др.
Изведене форме су бој бенд, тви поп, рајот герл, баблгам поп итд.
Карактеристичне теме о којима се пева су љубав, адолесценција, феминизам, политика, култура...